# فيفو (شركة تقنية)
شركة فيفو لتكنولوجيا الاتصالات هي شركة تقنية صينية مملوكة من قبل بي بي كي إليكترونيكس المتخصصة بصناعة الهواتف الذكية وملحقات الهواتف والبرامج وخدمات الإنترنت إلى جانب كل من أوبو وريلمي وون بلس، وقد تأسست عام 2009 في مدينة دونغ غوان الصينية وتعتبر لاعب رئيسي في سوق الهواتف الأسيوي. وتقوم الشركة بتطوير برامج خاصة لإصدارات هواتفها مثل متجر فيفو وآي مانجر المضافة بشكل افتراضي مع نظام التشغيل المعدل الخاص بهم «فن تتش أوس» المبني على نظام أندرويد.
وصل عدد موظفي فيفو في مراكز البحث والتطوير في شنزن ونانجينغ حوالي 1600 موظف بحلول يناير من عام 2016.

## التاريخ
تأسست فيفو في عام 2009 في دونغ غوان في الصين، واسمها هو ترجمة لكلمة «الحياة» بلغة إسبرانتو.
في الربع الأول من عام 2015، تم تصنيف فيفو من بين أفضل 10 شركات لتصنيع الهواتف الذكية، وحققت حصة سوقية عالمية بلغت 2.7٪.

### التوسع
توسع نشاط فيفو منذ عام 2009 ليصل إلى أكثر من مائة بلد حول العالم، فقد بدأت فيفو توسعها الدولي منذ عام 2014 عند دخولها السوق التايلاندية. ومالبثت الشركة إلا أن تابعت هذا التوسع السريع ليصل للهند وتايلاند وماليزيا وإندونيسيا وفيتنام وميانماروالفلبين.
ثم دخلت فيفو في عام 2017 سوق الهواتف الذكية في روسيا وسريلانكا وتايوان وهونغ كونغ وبروناي وماكاو وكمبوديا ولاوس وبنغلاديش ونيبال.
ودخلت في نفس العام 2017 من شهر يونيو لسوق الهواتف الذكية في باكستان لتصبح حاليا إحدى أسرع العلامات التجارية نمواً في البلاد.
وفي السادس والعشرين من نوفمبر لعام 2017 دخلت الشركة للسوق النيبالية بإصدارات الهواتف Y53 وY65. كما أنها أعلنت دخولها 14 سوقاً في الشرق الأوسط منها مصر والمغرب وجنوب أفريقيا والسعودية والإمارات منذ بدء خطة توسعها أواخر يوليو 2019.

## التسويق

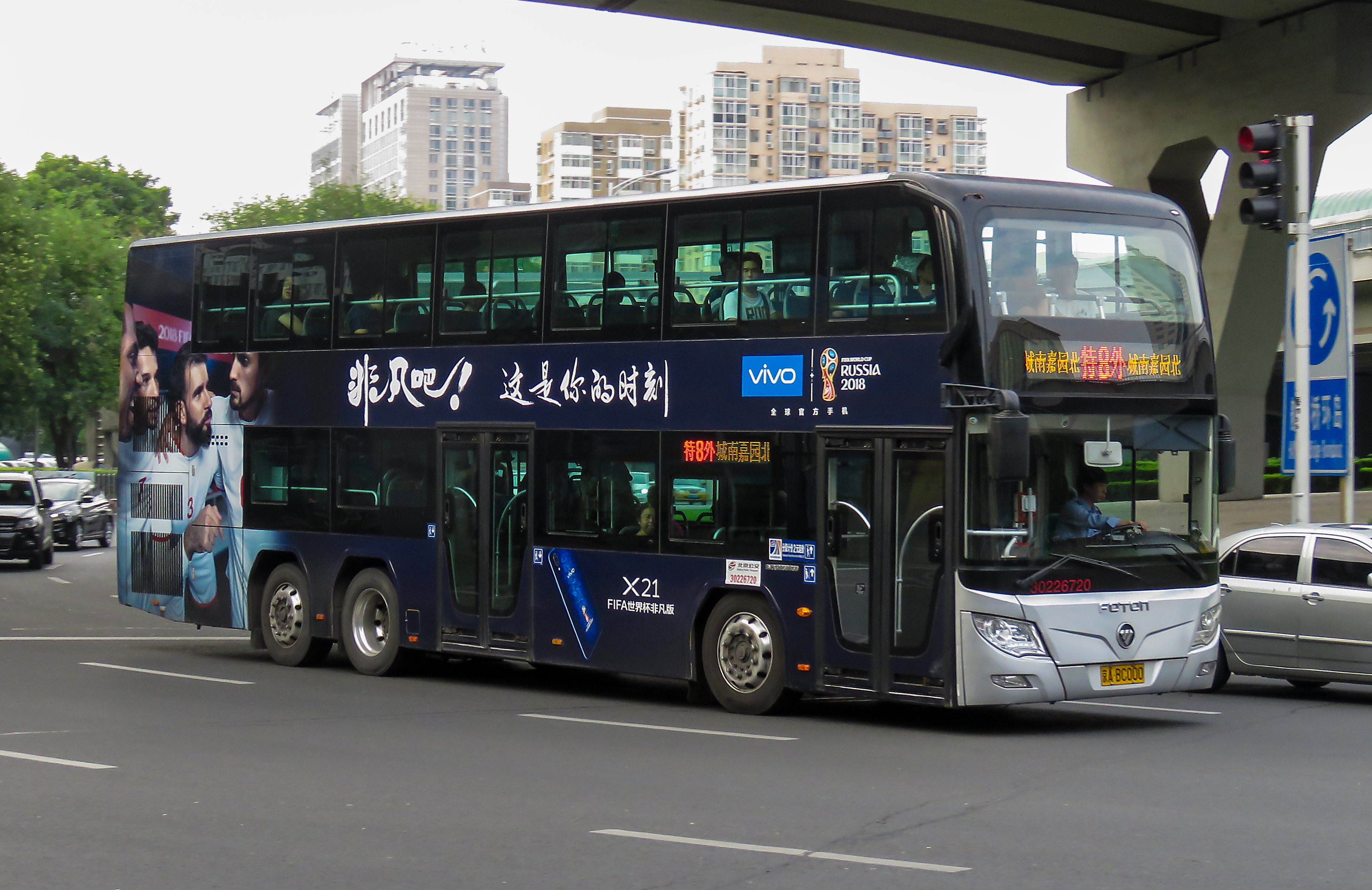
أحد طرق الإعلان لشركة Vivo

في أكتوبر 2015، أصبحت فيفو راعي لقب الدوري الهندي الممتاز بموجب صفقة لمدة عامين بدأت في موسم 2016، وتم تمديد هذه الصفقة في يوليو 2017 إلى غاية عام 2022.
في يونيو 2017، توصلت فيفو إلى اتفاق رعاية مع الاتحاد الدولي لكرة القدم لتصبح العلامة التجارية للهواتف الذكية الرسمية لكأس العالم 2018 و2022. أصبحت الشركة أيضاً راعي لقب دوري برو كبادي في الهند.
كما أن فيفو لديها صفقة رعاية مع إن بي أي في الصين، مع ستيفن كاري لاعب غولدن ستايت ووريورز الذي يدعم العلامة التجارية في الصين والفلبين.
تعاقدت الشركة مع مارفل ستوديوز من أجل استخدام هواتفها بواسطة كابتن أمريكا وإرون مان في فيلم كابتن أمريكا: الحرب الأهلية.
أعلنت شركة فيفو عن شراكتها مع لعبة الهاتف المحمول الشهيرة في العالم - لعبة ببجي من إصدار شركتي تينسنت وببجي لتكون هي الراعي الرئيسي لبطولة ببجي موبايل كلوب المفتوحة 2019، إحدى أكبر بطولة ألعاب الهواتف المحمولة في العالم.

## روابط خارجية
- موقع شركة فيفو